# Fermo
Fermo é uma comuna italiana da região das Marcas, província de Fermo, com cerca de 38.134 habitantes. Estende-se por uma área de 124 km², tendo uma densidade populacional de 307 hab/km². Faz fronteira com Altidona, Belmonte Piceno, Francavilla d'Ete, Grottazzolina, Lapedona, Magliano di Tenna, Massa Fermana, Mogliano (MC), Monte Urano, Montegiorgio, Monterubbiano, Ponzano di Fermo, Porto San Giorgio, Porto Sant'Elpidio, Rapagnano, Sant'Elpidio a Mare, Torre San Patrizio.
Era conhecida como Firmo Piceno (em latim: Firmum Picenum) no período romano.

## Demografia
| Variação demográfica do município entre 1861 e 2011                               |
|                                                                                   |
| Fonte: Istituto Nazionale di Statistica (ISTAT) - Elaboração gráfica da Wikipedia |